# Jamar Dixon
Jamar Dixon (Canadá; 5 de junio de 1989) es un futbolista canadiense. Juega como mediocampista y actualmente se encuentra en Ottawa Fury FC de la NASL.

## Biografía
Dixon jugó fútbol juvenil con Ottawa y San Antonio de los Hornets Gloucester y también apareció en una liga de Ottawa con los Rockers Unidas, comenzando a los 16 años. Mientras que en San Francisco Javier, fue elegido por una Universidad del Atlántico después de sus cuatro temporadas (2008-11), y en su último año fue nombrado segundo equipo deporte interuniversitario canadiense de todos los canadienses.

## Selección
Ha sido internacional con la Selección de fútbol de Canadá en 3 ocasiones sin anotar goles.

## Clubes
| Club                 | País      | Año           |
| -------------------- | --------- | ------------- |
| Victoria Highlanders | Canadá    | 2009 - 2011   |
| Juventus IF          | Suecia    | 2012          |
| BW 90 IF             | Suecia    | 2012          |
| TP-47                | Finlandia | 2013          |
| JIPPO                | Finlandia | 2014          |
| Jaro                 | Finlandia | 2015-2016     |
| Ottawa Fury FC       | Canadá    | 2016-presente |